# 校际微电子中心
校际微电子中心（Interuniversity Microelectronics Centre，縮寫 imec），又稱比利時微電子研究中心，是一個專注於奈米科技的世界领先研究中心，其總部位於比利時魯汶，並在荷蘭恩荷芬、台灣新竹、美國佛羅里達、印度設有研發中心，在中國和日本設有辦事處。imec的重點是下一代電子技術研究，領先業界三年至十年技術需要，在全球半導體業界備受推崇。目前員工來自超過70個國家共約3,500人，其中超過800人為業界進駐工程師及頂尖學校的訪問學者。

## 歷史
1982年，比利時佛蘭芒區政府在微電子領域建立了一個方案，目的是加強法蘭德斯的微電子工業。該決定的靈感來自於微電子對於該行業的戰略重要性，以及為跟上該領域發展所需的大量投資。
這個計畫包括建立imec微電子研究中心、半導體廠（前阿爾卡特微電子，現在的意法半導體和AMI半導體），以及為VLSI設計工程師的培訓計劃，後者現已完全融入imec活動。
Imec成立於1984年，作為一個非營利組織由羅傑·馮·歐弗斯特雷登（Roger Van Overstraeten）教授領導。它由董事會監督，其中包括來自工業界、佛蘭芒大學和佛蘭芒政府的代表。自1984年以來，imec由羅傑·馮·歐弗斯特雷登、吉爾伯特·迪克勒克（Gilbert Declerck，1999年6月起）和路克·馮·登·霍夫（Luc Van den Hove，2009年7月起）領導。

## imec總部
比利時魯汶的imec包括24,400平方米的辦公空間、實驗室、培訓設施和技術支援室。總部核心是兩個最先進的潔淨室，運行半工業操作（24/7）。有一個專注於研發10奈米製程技術的300毫米無塵室（450毫米無塵室也已準備好）和一個用來進行研究發展、需求導向發展、原型和小批量製造超過摩爾定律的技術（傳感器、致動器和MEMS，NEMS等）之200毫米無塵室。Imec也有矽和有機太陽能電池的生產線、生物電子學研究專用實驗室，以及材料表徵和可靠性測試的設備。對於直觀物聯網技術的研究，imec擁有傳感器、成像技術、無線連接的專用實驗室。

## 合作
世界知名企業Samsung、Intel、Qualcomm、TSMC、GlobalFoundries、Infineon等均有合作計畫。